# Анадирски залив
Ана̀дирският залив (на руски: Анадырский залив) е залив на Берингово море, в Чукотския автономен окръг на Русия. Разположен е между полуостров Чукотка на север и брега на материка на запад, а на изток и югоизток е широко отворен. Крайните точки, които го ограничават са носовете Чукотски на североизток и Наварин на югозапад. Дължина 278 km, ширина на входа около 400 km, дълбочина до 100 – 105 m. На север и запад дълбоко в сушата се вдават заливите Кръст и Анадирски лиман, като вторият продължава още по-на запад и завършва със залива Онемен. В западния му край се вливат три големи реки: Анадир, Великая и Канчалан, а по северните и западните му брегове – множество по-малки реки. Голяма част от годината е покрит с плаващи ледове. Приливите са полуденонощни, а на юг – смесени, с височина до 3 m. На западния му бряг са разположени град Анадир и сгт Уголние Копи, а на северния бряг – селищата от градски тип Егвекинот и Провидения.